# ألين باتل
ألين باتل (بالإنجليزية: Allen Battle)‏ هو لاعب كرة قاعدة أمريكي، ولد في 29 نوفمبر 1968 في Grantham, North Carolina ‏ في الولايات المتحدة.

## وصلات خارجية
- ألين باتل على موقعبيزبول رفرنس.كوم (الدوري الرئيسي) (الإنجليزية)
- ألين باتل على موقعبيزبول رفرنس.كوم (الدوري الثانوي) (الإنجليزية)